# بانکر اویل
بانکر اویل (انگلیسی: Bunker Oil) شرکت پالایش نفت نروژی است، که در سال ۱۹۹۲ تأسیس شد.